# آنا سين
آنا سين (الروسية: Сень, Анна Сергеевна) مواليد 3 ديسمبر 1990 في كراسنودار، الاتحاد السوفيتي، هي لاعبة كرة يد روسية تلعب كظهير أيمن. مثلت منتخب روسيا لكرة اليد للسيدات. شاركت في دورة الألعاب الأولمبية الصيفية سنة 2016.

## سجل المنافسة
شاركت في البطولات التالية:
- الألعاب الأولمبية الصيفية 2016
- بطولة العالم لكرة اليد للسيدات 2015
- بطولة أوروبا لكرة اليد للسيدات 2012
- بطولة أوروبا لكرة اليد للسيدات 2014
- بطولة أوروبا لكرة اليد للسيدات 2016

## الميداليات
| الميدالية | المسابقة                       |
| --------- | ------------------------------ |
| ذهبية     | الألعاب الأولمبية الصيفية 2016 |

## روابط خارجية
- آنا سين على موقع الاتحاد الأوروبي لكرة اليد (الإنجليزية)
- آنا سين على موقع أوليمبيديا (الإنجليزية)